# Saint-Félix-de-Villadeix
Saint-Félix-de-Villadeix is een gemeente in het Franse departement Dordogne (regio Nouvelle-Aquitaine) en telt 286 inwoners (1999). De plaats maakt deel uit van het arrondissement Bergerac.

## Geografie
De oppervlakte van Saint-Félix-de-Villadeix bedraagt 16,8 km², de bevolkingsdichtheid is 17,0 inwoners per km².
De onderstaande kaart toont de ligging van Saint-Félix-de-Villadeix met de belangrijkste infrastructuur en aangrenzende gemeenten.

## Demografie
Onderstaande figuur toont het verloop van het inwonertal (bron: INSEE-tellingen).